# How Brown Saw the Baseball Game
How Brown Saw the Baseball Game er en amerikansk stumfilm fra 1907.